# パールダッシュ
パールダッシュ（英: Pearl Dash Co.Ltd）は東京都渋谷区に本社を置く日本のPR会社である。ケイダッシュの関連会社。

## 概要
主に、一般企業の各種商品の広報・PRを業とする会社である。芸能事務所のグループ会社であることから、広報・PRにケイダッシュ系列所属の芸能人が起用できることが会社の強みである。
2007年6月29日には、東京都南麻布にカフェ「天現寺カフェ」を開店し運営している。日本全国から集めた選りすぐりのオリジナルスウィーツをメニューに取り揃えており、「週刊オリラジ経済白書」などの各種メディアで紹介されており、ここでもケイダッシュ系列のグループメリットがフル活用されている。

## 所属タレント

### 文化人
- 麻木久仁子
- 神崎恵（美容家）
- 木下威征（シェフ）
- 関有美子（歯科医師）
- 中塚翠涛（書家）
- 清水ろっかん（骨格矯正士）
- 西嶌暁生（医学博士・形成外科専門家・経営修士（MBA））
- 西嶌順子（形成外科専門医・看護師・助産師・保健師）
- 齊木由香（和文化研究家）
- 山口彦之（空也5代目）

### 俳優・タレント
- 小林麗菜
- 湯江タケユキ
- 冨田キアナ

## 過去の所属者
- 木下あおい
- 落合リザ
- 松尾知枝
- 普天間みさき
- 横川楓
- 滝沢沙織